# Anna av Mecklenburg
För hertiginnan av Kurland med samma namn, se Anna av Mecklenburg (1533–1602).
Anna av Mecklenburg, grevinna av Holstein-Plön, död 1415 efter 26 januari.

## Biografi
Dotter till hertig Albrekt den store av Mecklenburg (död 1379) och prinsessan Eufemia Eriksdotter av Sverige (död 1363/1370).
Anna gifte sig 1362/1365 med greve Adolf IX av Holstein (död 1390). Bröllopskontraktet gjordes upp i Travemünde 20 juni 1362. Då hon var steril, vilket omnämns i Chronicon Holtzatiæ, utdog linjen Plön med honom.